# Herb gminy Gołuchów
Herb gminy Gołuchów – symbol gminy Gołuchów, ustanowiony w 1990.

## Wygląd i symbolika
Herb przedstawia na tarczy w polu czerwonym srebrny zarys zamku w Gołuchowie z błękitnymi dachami, a na nim herby rodów: Leszczyńskich i Czartoryskich. 